# Sort frankolin
Sort frankolin (latin: Francolinus francolinus) er en fasanfugl, der lever i det sydlige Asien.